# Kāranja
Kāranja är en ort i Indien.   Den ligger i distriktet Washim och delstaten Maharashtra, i den centrala delen av landet, 900 km söder om huvudstaden New Delhi. Kāranja ligger 414 meter över havet och antalet invånare är 64 734.
Terrängen runt Kāranja är platt. Runt Kāranja är det ganska tätbefolkat, med 230 invånare per kvadratkilometer. Det finns inga andra samhällen i närheten. Trakten runt Kāranja består till största delen av jordbruksmark.